# Yamaha TT 600
La Yamaha TT 600 è una motocicletta da fuoristrada prodotta dall'azienda motociclistica giapponese Yamaha in diversi allestimenti.

## Il contesto
La serie "TT" nasce negli anni settanta per il mercato statunitense e si afferma inizialmente con la serie da 500 cm³. 
La prima TT600, da 595 cm³ con distribuzione a 4 valvole, è la 36A..TT600K, telaio rosso, forcellone in alluminio, motore totalmente verniciato di nero con carter in magnesio, grafiche con portanumero nero e sella nera e versioni successive rossa, plastiche bianche. L'impianto frenante era a tamburo, l'impianto elettrico a 6V con batteria Yuasa. 
Nel 1985 nasce la 59X...TT600N: freno a disco anteriore con pinza a monopistoncino e protezione in materiale plastico, regolatore di tensione a vista montato sul lato sinistro del telaio, sella rossa. Cambia anche la forcella, sempre però prodotta dalla Kayaba. La pedivella di avviamento è di acciaio, la centralina della Denso viene spostata da sotto il serbatoio al lato sinistro del cannotto di sterzo (modificato nell'inclinazione) per essere maggiormente raffreddata.
Nel 1987-1988  TT 600 modello 2JT0 vengono modificate le grafiche del serbatoio, cambia la strumentazione con il fondoscala del tachimetro portato a 140 km/h e viene aggiunto un contachilometri totale ed è illuminato. La moto è ora omologata per due persone. Dal 1989 al 1991 è in produzione l'ultima serie costruita in Giappone, la TT 600 W model 3SW1 .  La colorazione del telaio cambia in bianco brillante, viene aggiunto un paramotore in alluminio al posto dei tubi in acciaio di protezione delle versioni precedenti, cambia la forcella sempre Kayaba con una con maggiori regolazioni (estensione e compressione) e sedi delle valvole scarico aria dritte su stile delle versioni YZ da motocross del 1988 (ultima serie con forcelle tradizionali) e anche il mono posteriore acquisisce la regolazione in compressione sul serbatoio separato con sistema De Carbon. Il freno a disco anteriore perde la protezione in plastica e viene aggiunta una pinza a doppio pistoncino. Il motore viene migliorato, cambia sia la testa che il cilindro e viene aggiunto un perno nella zona della finestra della catena di distribuzione; cambia la taratura dei carburatori a doppio corpo Teikei. 
Nel 1993 la Belgarda, importatore della Yamaha per l'Italia produrrà su licenza della casa madre la TT600S 4GV totalmente riprogettata.